# Colletes sphaeralceae
Colletes sphaeralceae är en biart som beskrevs av Timberlake 1951. Colletes sphaeralceae ingår i släktet sidenbin, och familjen korttungebin. Inga underarter finns listade i Catalogue of Life.